# Заблоце (Накельський повіт)
Заблоце (пол. Zabłocie) — село в Польщі, у гміні Кциня Накельського повіту Куявсько-Поморського воєводства.
У 1975-1998 роках село належало до Бидгощського воєводства.